# Brachymelecta mucida
Brachymelecta mucida är en biart som först beskrevs av Cresson 1879.  Brachymelecta mucida ingår i släktet Brachymelecta och familjen långtungebin. Inga underarter finns listade.